# Presidente Figueiredo
Presidente Figueiredo est une municipalité brésilienne de l'État d'Amazonas .